# Samson (rivier)
De Samson is een rivier in België die ontspringt in de gemeente Gesves in de Condroz ten oosten van Namen. Het is een rechterzijrivier van de Maas met een lengte van 16 kilometer en ze mondt in het gehucht Samson bij Namêche in de Maas uit.
De watermolen van de Abdij van Grandpré in Faulx-les-Tombes ligt aan de Samson.
Het gemiddelde debiet van de Samson ter hoogte van Mozet bedroeg tussen 1992 en 2001 0,91 m³/s.